# Каимми, Даниэле
Даниэле Каимми (итал. Daniele Caimmi; род. 17 декабря 1972, Ези, Марке) — итальянский легкоатлет, специалист по бегу на длинные дистанции, кроссу и марафону. Выступал на профессиональном уровне в 1992—2017 годах, победитель командного Кубка мира по марафону, призёр ряда крупных международных стартов на шоссе, чемпион Италии в беге на 10 000 метров и полумарафоне, участник двух летних Олимпийских игр.

## Биография
Даниэле Каимми родился 17 декабря 1972 года в городе Ези провинции Анкона.
Успешно выступал на различных шоссейных стартах в Италии начиная с 1992 года.
В 1996 году принял участие в Итальянском марафоне, с результатом 2:13:46 финишировал седьмым.
В 1998 году занял 27-е место на чемпионате мира по полумарафону в Цюрихе, стал вторым на Венецианском марафоне (2:12:41).
В 1999 году показал 25-й результат на чемпионате мира по кроссу в Белфасте, 12-й результат на Роттердамском марафоне, одержал победу на чемпионате Италии по полумарафону в Бусто-Арсицио, закрыл десятку сильнейших в марафоне на чемпионате мира в Севилье (вместе с соотечественниками стал победителем разыгрывавшегося здесь командного Кубка мира по марафону).
В 2000 году стал чемпионом Италии в беге на 10 000 метров, стартовал в данной дисциплине на летних Олимпийских играх в Сиднее, но в финал не вышел. Также в этом сезоне занял 36-е место на чемпионате мира по полумарафону в Веракрусе.
В 2001 году был шестым на Туринском марафоне, третьим на Венецианском марафоне, 34-м на чемпионате мира по полумарафону в Бристоле.
В 2002 году стал четвёртым на Римском марафоне, занял 40-е место на чемпионате мира по полумарафону в Брюсселе, финишировал четвёртым в марафоне на чемпионате Европы в Мюнхене (серебряный призёр командного Кубка Европы по марафону) и третьим на Миланском марафоне, установив при этом свой личный рекорд — 2:08:59.
В 2003 году превзошёл всех соперников на Туринском марафоне, стал шестым в марафоне на чемпионате мира в Париже (серебряный призёр командного Кубка мира по марафону).
В 2004 году сошёл на Бостонском марафоне, представлял страну на Олимпийских играх в Афинах — в программе марафона показал результат 2:23:07, расположившись в итоговом протоколе соревнований на 52-й строке.
В 2005 году среди прочего закрыл двадцатку сильнейших на чемпионате Европы по кроссу в Тилбурге.
В 2006 году был вторым на Римском марафоне и шестым на Венецианском марафоне.
В 2007 году стал четвёртым и третьим на Туринском и Флорентийском марафонах соответственно, показал 41-й результат на домашнем чемпионате мира по полумарафону в Удине.
В 2009 году занял 39-е место на Берлинском марафоне, 61-е место на чемпионате мира по полумарафону в Бирмингеме, был пятым на марафоне во Флоренции.
В 2010 году финишировал вторым на Тревизском марафоне, показал 31-й результат в марафоне на чемпионате Европы в Барселоне (бронзовый призёр командного Кубка Европы по марафону).
В 2015 году финишировал четвёртым и шестым на марафонах в Русси и Триесте соответственно.